# ميثوكسيد الصوديوم
 ميثوكسيد الصوديوم  مركب كيميائي له الصيغة CH3ONa وهو ملح الصوديوم للكحول الميثيلي، وينتمي كيميائياً إلى مجموعة الألكوكسيدات (ميثوكسيد).

## الخواص
- مركب ميثوكسيد الصوديوم شره للماء ويتفكك لدى تماسه معه نتيجة تفاعل الحلمهة. ينحل ميثوكسيد الصوديوم في الميثانول والإيثانول.
- يتفكك بالتسخين ويتفاعل بشدة مع الفلزات مثل الألومنيوم والزنك وكذلك مع الأحماض.

## التحضير
يحضر ميثوكسيد الصوديوم من تفاعل الميثانول مع فلز الصوديوم أو مع هيدريد الصوديوم مع انطلاق غاز الهيدروجين كناتج ثانوي كما في المعادلات:
2CH3OH + 2Na → 2CH3ONa + H2
CH3OH + NaH → CH3ONa + H2

## الاستخدامات
يستخدم ميثوكسيد الصوديوم كقاعدة في الاصطناع العضوي مثل تحضير المركبات الحلقية غير المتجانسة وفي اصطناع الأصبغة.